# Peter Adolph Gad
Peter Adolph Gad foi um oftalmologista dinamarquês que fundou a enfermaria de oftalmologia da Santa Casa de São Paulo localizada na cidade de São Paulo, SP, Brasil, em 1885. A Santa Casa de São Paulo tornou-se o primeiro serviço a formar oftalmologistas no Estado de São Paulo. O Dr. Gad também trabalhou no Rio de Janeiro e em Copenhague, onde morreu em 1907.